# Pavel Fomenko
Pavel Fomenko (Rusia, 29 de junio de 1976) es un atleta ruso especializado en la prueba de salto de altura, en la que consiguió ser medallista de bronce europeo en pista cubierta en 2005.

## Carrera deportiva
En el Campeonato Europeo de Atletismo en Pista Cubierta de 2005 ganó la medalla de bronce en el salto de altura, con un salto por encima de 2.32 metros, tras el sueco Stefan Holm (oro con 2.40 metros que fue récord de los campeonatos) y de su paisano ruso Yaroslav Rybakov (plata con 2.38 metros).